# Боцень
Боцень (пол. Bocień, нім. Bottschin) — село в Польщі, у гміні Хелмжа Торунського повіту Куявсько-Поморського воєводства.
Населення — 211 осіб (2011).
У 1975-1998 роках село належало до Торунського воєводства.

## Демографія
Демографічна структура станом на 31 березня 2011 року:
|          | Загалом | Допрацездатний вік | Працездатний вік | Постпрацездатний вік |
| -------- | ------- | ------------------ | ---------------- | -------------------- |
| Чоловіки | 105     | 27                 | 72               | 6                    |
| Жінки    | 106     | 16                 | 71               | 19                   |
| Разом    | 211     | 43                 | 143              | 25                   |